# Pervagor marginalis
Pervagor marginalis är en fiskart som beskrevs av Lee Milo Hutchins 1986. Pervagor marginalis ingår i släktet Pervagor och familjen filfiskar. Inga underarter finns listade i Catalogue of Life.